# ベルナール・ボスキエ
ベルナール・ボスキエ（Bernard Bosquier、1942年6月19日 -）は、フランスの元サッカー選手、サッカー指導者。ポジションはDF（センターバック）。

## 経歴
ボスキエは1959年にオリンピック・アレスで選手経歴を開始し、1961年にフランス1部リーグのFCソショーへ移籍するとディフェンスの中心選手として頭角を現した。1966年に強豪のASサンテティエンヌへ移籍し、リーグ優勝4回（1967年、1968年、1969年、1970年）とカップ優勝2回（1968年、1970年）に貢献した。1968年にはフランス年間最優秀選手賞を受賞するなど、1960年代後半のフランスを代表する選手の一人と考えられている。
1971年にオリンピック・マルセイユへ移籍し、リーグ優勝1回（1872年）とカップ優勝1回（1872年）に貢献した後、1974年にFCマルティーグへ移籍し、1976年に現役を引退した。
フランス代表としては、1964年12月のベルギー戦で代表デビューを飾り、1966年のFIFAワールドカップ・イングランド大会ではレギュラーとして3試合に出場した（同国は1次リーグ敗退）。1972年4月8日のルーマニア戦を最後に代表から退くまで国際Aマッチ42試合に出場し3得点を記録した。
彼のプレーした時代は、フランスサッカー界の低迷期であったが、主将として代表チームを牽引し、高い評価を得た。
引退後はマニキュアサロン店や子供向け衣料品店の経営者となった。また、1981年にはフランス南部のヴォクリューズ県カルパントラでユース年代の選手を対象としたサッカースクールを開校し選手育成に尽力すると共に、古巣のサンテティエンヌやオリンピック・マルセイユでスポーツ・ディレクターを短期間務めた。

## 個人タイトル
- フランスサッカー連盟による紹介 （フランス語）
- lequipe.fr （フランス語）
- official site of his stages （フランス語）
- Bio and photos （フランス語）